# Саковнин, Алексей Антонович
Алексей Антонович Саковнин (17 октября 1900, хутор Качалин, Тацинский район, Ростовская область — 1 марта 1971) — советский военачальник, генерал-лейтенант авиации (26 октября 1944), участник Гражданской и Великой Отечественной войн.

## Биография
14 апреля 1918 года вступил в Рабоче-крестьянскую Красную армию.
Участвовал в Гражданской войне и в 1918 году воевал на Южном фронте, а в 1920 — на Западном.
В Великую Отечественную войну занимал должности:
- с 25 июля 1940 года — начальник штаба 49-й авиационной дивизии Харьковского военного округа;
- с 24 июня 1941 года — начальник штаба ВВС Харьковского военного округа;
- с 25 сентября 1941-13 декабря 1941 год — начальник штаба ВВС Юго-Западного фронта;
- с 24 апреля 1942 — 9 мая 1945 годы — начальник штаба 15-й воздушной армии.

10 сентября 1955 года ушёл в отставку.
Похоронен на Введенское кладбище города Москвы.

## Награды[1]
- Орден Ленина (21.02.1945)[2];
- 3 Ордена Красного Знамени(22.03.1943; 03.11.1944; 24.06.1948)[3][4];
- 2 Орден Кутузова II степени (30.08.1943; 30.07.1944)[5];
- Орден Суворова II степени (29.07.1945)[6];
- Орден Красной Звезды (27.03.1942);
- Медаль «За победу над Германией в Великой Отечественной войне 1941—1945 гг.» (09.05.1945).
- Медаль «За взятие Кёнигсберга» (09.06.1945);
- Медаль «За оборону Сталинграда» (22.12.1942).